# Yarlung-vallei

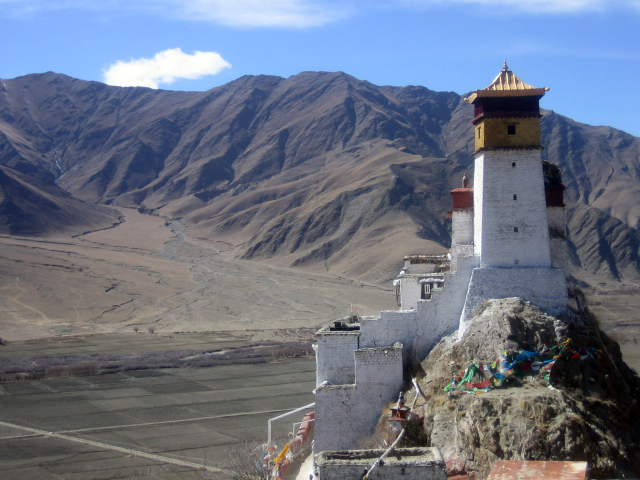
Het gerestaureerde Yumbulagangpaleis

De Yarlung-vallei is een vallei in de prefectuur Lhokha (Shannan) in de Tibetaanse Autonome Regio in China. De vallei is gevormd door de Yarlung-rivier en verwijst vooral naar het district waar het samenkomt met de Chongye-rivier (in de Tibetaanse koningenvallei) en ze zich verbreedt tot een vlakte van ongeveer 2 km breed, voordat ze verder stromen in de rivier Yarlung Tsangpo (de bovenloop van de Brahmaputra).
Enkele plaatsen in de Yarlung-vallei zijn Tsetang, Nedong en Phagmo. In deze vallei zetelden in het verleden de Yarlung-dynastie en de Phagmodru-dynastie.